# Никсон (Тексас)
Никсон (енгл. Nixon) град је у америчкој савезној држави Тексас. По попису становништва из 2010. у њему је живело 2.385 становника.

## Демографија
Према попису становништва из 2010. у граду је живело 2.385 становника, што је 199 (9,1%) становника више него 2000. године.
| Група             | 2000.         | 2010.         |
| Белци             | 769 (35,2%)   | 495 (20,8%)   |
| Афроамериканци    | 62 (2,8%)     | 67 (2,8%)     |
| Азијати           | 2 (0,1%)      | 7 (0,3%)      |
| Хиспаноамериканци | 1.346 (61,6%) | 1.820 (76,3%) |
| Укупно            | 2.186         | 2.385         |